# Verrucaria americana
Verrucaria americana är en lavart som först beskrevs av B. de Lesd., och fick sitt nu gällande namn av Breuss. Verrucaria americana ingår i släktet Verrucaria och familjen Verrucariaceae.   Inga underarter finns listade i Catalogue of Life.